# اووه تلکمپ
اووه تلکمپ (به آلمانی: Uwe Tellkamp) نویسنده و پزشک آلمانی و خالق کتاب مطرح و پر فروش برج است.

## زندگینامه
اووه تلکمپ در سال ۱۹۶۸ در «درسدن» متولد شد، در سال ۱۹۸۹ به دلیل نافرمانی در دوران خدمت نظامی دستگیر شد و به دلیل بی‌اعتباری سیاسی، جایگاه خود را به عنوان دانشجوی پزشکی از دست داد. اما با فروریختن دیوار برلین و پس از اتحاد دو آلمان توانست تحصیلاتش را در این زمینه در شهرهای لایپزیک، نیویورک و درسدن ادامه دهد.
«تلکمپ» در سال ۲۰۰۰ نخستین رمانش با عنوان «اردک ماهی، رویاها و کافه پرتغالی» و در سال‌های ۲۰۰۵ و ۲۰۰۸ رمان‌های «پرنده یخی» و «برج(تلکمپ)» را منتشر کرد. از رمان «برج» که موفق به دریافت جایزه کتاب سال آلمان شد، اقتباسی تئاتری و سینمایی صورت گرفته‌است. این نویسنده که از سال ۲۰۰۹ همراه با همسر و دو فرزندش در شهر زادگاهش زندگی می‌کند، قصد دارد دنباله رمان «برج» را بنویسد.
تلکمپ» که در رمان «برج» به توصیف محیطی دانشگاهی در منطقه اشرافی‌نشین «گوزن سفید» در شهر درسدن آلمان در سال‌های پایانی حکومت آلمان دموکراتیک پرداخته، در رمان تازه‌اش شهر «یوهان اشتات» را که توجه کمتری به آن شده، مورد توجه قرار داده‌است. در این شهر «تلکمپ» دوران کودکی خود را گذرانده، پیش از آن که خانواده اش به یک ویلا در منطقه «گوزن سفید» نقل مکان کنند.

## آثار
- اردک ماهی، رویاها و کافه پرتغالی (۲۰۰۰)
- پرنده یخی (۲۰۰۵)
- برج (۲۰۰۸)